# IPO7
IPO7‏ (Importin 7) هوَ بروتين يُشَفر بواسطة جين IPO7 في الإنسان.